# Devítiúhelníkové číslo
Devítiúhelníková čísla jsou figurální čísla odpovídající devítiúhelníku. Nté devítiúhelníkové číslo je počet stejně velkých „bodů“, ze kterých lze sestavit pravidelný devítiúhelník:
Vzorec pro nté devítiúhelníkové číslo je:
{\displaystyle {\frac {n(7n-5)}{2}}.}.
Několik prvních devítiúhelníkových čísel:
1, 9, 24, 46, 75, 111, 154, 204, 261, 325, 396, 474, 559, 651, 750, 856, 969, 1089, 1216, 1350, 1491, 1639, 1794, 1956, 2125, 2301, 2484, 2674, 2871, 3075, 3286, 3504, 3729, 3961, 4200, 4446, 4699, 4959, 5226, 5500, 5781, 6069, 6364, 6666, 6975, 7291, 7614, 7944, 8281, 8625, 8976, 9334, 9699 (Posloupnost A001106 v databázi On-Line Encyclopedia of Integer Sequences).
Po sobě jdoucí devítiúhelníková čísla se střídají podle vzorce liché-liché-sudé-sudé.
Platí následující vzorec, kde N(n) je n-té devítiúhelníkové a T(n) je n-té trojúhelníkové číslo:
{\displaystyle {7N(n)+3=T(7n-3)}}.

## Test devítiúhelníkovosti čísel
Zda je přirozené číslo n devítiúhelníkové, lze snadno zjistit vypočítáním hodnoty následujícího výrazu:
{\displaystyle x={\frac {{\sqrt {56n+25}}+5}{14}}}.
Pokud je x celé číslo, pak n je x-té devítiúhelníkové číslo. Pokud x není celé číslo, pak n není devítiúhelníkové číslo.